# Cyclophora unocula
Cyclophora unocula är en fjärilsart som beskrevs av W. Warren 1897. Cyclophora unocula ingår i släktet Cyclophora och familjen mätare. Inga underarter finns listade i Catalogue of Life.